# Jenny01
jenny01（ジェニーワン）は、2000年12月に結成したボーカルのNAOKOを中心に、サポートメンバーで構成されたボーカル・プロジェクトであり日本のロックバンド。メジャー・デビュー後、jenny01=NAOKOとの表記もある。所属レーベルはS4MG Records内の「No.01 Records」。インディーズ時代に4作のミニアルバムをリリース。またメジャー・デビュー前にインディーズとメジャーとの共同制作でシングルをリリース。以降インペリアルレコードでアルバム3作リリース。2005年から2007年のソロ活動ではインペリアルレコードに所属していた。

## 概要
1999年にボーカルのNAOKOとギターの須釜達也（元Missile Girl Scoot）が「有りそうで無い」をキーワードにウィスパー/ファルセットボーカルとグランジやオルタナティヴ・ロックなハードでラウドなバンドサウンドを融合させたグループ「jenny01」を2000年12月に結成。バンド名の由来はNAOKOがコケティッシュな等身大の1/1の着せ替え人形とも言われ、ライヴ毎に極端には楽曲ごとに衣装を着替えるなどのパフォーマンスもしていたことと、それらパフォーマンスを試行的に行う為に「製造番号01番」として「01」（ワン）とした。
2003年12月にバンドメンバーがドラム「SUWA」ギター「KAZ」ベース「KAZZ」に変更。
2005年3月 - 当初のコンセプトであり、最終的な目標であるjenny01のソロ音源制作を開始。
2005年11月2日 - デビュー後初のワンマンライブを行なう（新宿Marz）。
2023年早々にNAOKOはjenny01を復活させ同年6月4日に開催された愛知県名古屋市のZIP-FMのライブハウスサーキットイベント「SAKAE SP-RING」に出演。同日にセルフカバーシングル「My first recipe」をデジタルリリース。

## ディスコグラフィー

### ミニ・アルバム
- 2001年7月 - インディーズ・1st『Cluster』をリリース。
- 2002年3月 - インディーズ・2nd『splash』をリリース。
  - ソロプロジェクトでありながらあえてバンドサウンドを打ち出す形での活動を開始。
- 2002年11月 - インディーズ・3rd『ⅠSCREAM TOUGHEE』をリリース。
- 2003年9月 - インディーズ・4th『Sleep Tight』をリリース。
- 2005年10月26日 - メジャー・1st『Ladymade』をリリース。
- 2006年3月22日 - メジャー・2nd『Private Address』をリリース。
- 2006年10月4日 - メジャー・3rd『Listen or Love』を発売する。

### シングル
- 2005年5月25日 - 1stソロシングル「Monologue」をリリース（01レコード発売）。
- 2023年6月4日 - セルフカバーマキシシングル「My first recepi」をデジタルリリース。

## タイアップ
- 2002年11月 - テレビ東京『音楽的流行』OPテーマ
  - インディーズ・3rdミニ『ⅠSCREAM TOUGHEE』から表題曲
- 2005年5月 - テレビ東京『給与明細』EDテーマ
  - 1stソロシングル「Monologue」から表題曲
- 2005年10月 - テレビ東京『ゴッドタン』EDテーマ&TBS系列『チューボーですよ!』EDテーマ
  - メジャー・1stミニ『Ladymade』から「My first recipe」がそれぞれ使われる。